# プロダクションJDW
プロダクションJDWは、芸能事務所である。2015年時点での所在地は東京都杉並区和田1-1-12。

## 沿革
お笑い芸人のマネージメントや、イベントを行っていた。かつてはお笑いコンビ・ニッチェが所属していた。
ニッチェは2011年にマセキ芸能社所属となったが、プロダクションJDWの公式サイトの所属タレント欄には2019年時点でもニッチェが掲載されていた。
2021年現在、公式サイトや運営会社のウェブサイトは消滅している。

## 所属タレント
2019年に所属とされていたタレント
- ニッチェ
- 日野042
- 小松政夫(マネージメント)

2015年に所属とされていたタレント
- ニッチェ
- でこぼこスタート
- アロマブレンド
- カリタリトル
- ナポリチャンズ
- 牛丼づかん
- ぎんなん
- キャルンキャルン
- ホットライン
- くるぶしマン
- ビビアン
- ノンアルコール
- 大地
- 虫くん
- 畑山大魂
- ジャックオフ
- 小松政夫(マネージメント)